# Tín Châu
Tín Châu (giản thể: 信州区; phồn thể: 信州區; bính âm: Xìnzhōu Qū) là quận nội thành và là thủ phủ của địa cấp thị Thượng Nhiêu, tỉnh Giang Tây, Trung Quốc. Quận có diện tích 315,9 km², dân số năm 2020 là 545.134 người, mật độ dân số đạt 1.726 người/km².

## Hành chính
Quận Tín Châu được chia ra làm 9 đơn vị hành chính cấp hương gồm 5 nhai đạo và 4 trấn.
- Nhai đạo: Thủy Nam (水南街道), Đông Thị (东市街道), Tây Thị (西市街道), Bắc Môn (北门街道), Mao Gia Lĩnh (茅家岭街道).
- Trấn: Linh Khê (灵溪镇), Sa Khê (沙溪镇), Triều Dương (朝阳镇), Tần Phong (秦峰镇).